# Statsrådet klarar krisen
Statsrådet klarar krisen är den elfte (och senaste) boken i serien om Statsrådet, skriven av Bo Balderson (pseudonym) och utgiven 1990.

## Handling
En advokat blir ihjälslagen samtidigt som en fest pågår i hans hus. Det visar sig att han varit illa omtyckt av de flesta, men det är bara en handfull personer som saknar alibi under de kritiska minuterna. Adjunkt Vilhelm Persson råkar befinna sig på festen, trots att han inte känner advokaten närmare. Detta föranleder naturligtvis Statsrådet att ingripa i utredningen. Trots att Persson har mycket otur under utredningens gång – bland annat blir han ofrivillig seriepyroman – är det han, inte statsrådet, som till slut löser gåtan.

## Personer
- Carl C:n Carlstierna, pensionerad kapten vid livgardet
- Lars Längstadius, råbarkad advokat
- Elisabet Malmborg, vacker samlevnadsterapeut
- Tomas Valter, kortvuxen nyhetsuppläsare i teve
- Kajsa Baum, rödhårig skvallerkåsös
- Linnea Ååse, ung deckarförfattarinna
- Gustav Danielsson, generaldirektör och chef för Skolöverstyrelsen
- Vilhelm Persson, adjunkt, hundskötare, krönikör
- Statsrådet